# Liste der Theater in Catania
Die Liste der Spielstätten in Catania umfasst alle Bühnen Darstellender Kunst in Catania auf Sizilien.
Catania ist die Stadt mit der höchsten Theaterdichte in Sizilien und auf Platz 13 in ganz Italien, die sowohl professionelle als auch Amateurtheater umfassen. Das bedeutendste Theater der Stadt, das Teatro Massimo Bellini, wurde Ende des 19. Jahrhunderts von den Architekten Andrea Scala und Carlo Sada nach dem Vorbild der Pariser Oper erbaut und 1890 eingeweiht. Es besitzt einem festen Chor und bietet eine Opern- und Konzertsaison an. Außerdem ist es ein traditionelles Opernhaus mit einem Symphonieorchester. Kammerkonzerte und Proben finden seit einigen Jahren im Saal des Theaters Sangiorgi statt. Weiterhin sehr aktiv sind das Teatro Stabile, das sowohl im Teatro Verga als auch in der Sala Futura tätig ist, das Teatro Metropolitan und das Piccolo Teatro di Catania. Über die Grenzen der Stadt hinaus genießen auch das Ambasciatori-Theater und das Erwin-Piscator-Theater ein hohes Ansehen.
| Name                                             | Plätze | Adresse                          | Gegründet | Architekt                                           | Typ                                                                                        | Bemerkungen                                                                 | Geo |
| ------------------------------------------------ | ------ | -------------------------------- | --------- | --------------------------------------------------- | ------------------------------------------------------------------------------------------ | --------------------------------------------------------------------------- | --- |
| Teatro Massimo Bellini                           | 1200   | Via Giuseppe Perrotta, 12        | 1890      | Andrea Scala, Carlo Sada                            | Hufeisenförmiger Saal mit vier Logenrängen, 8 Proszeniumslogen, Galerie und Bullaugengaube |                                                                             | ⊙   |
| Teatro Sangiorgi                                 | 477    | Via Antonino di Sangiuliano, 233 | 1897      | Salvatore Giuffrida                                 | elliptischer Raum                                                                          |                                                                             | ⊙   |
| Teatro Verga                                     | 609    | Via Giuseppe Fava, 39, Cibali    | 1969      | Giuseppe Fava                                       | elliptischer Raum                                                                          | auch: Teatro Stabile di Catania                                             | ⊙   |
| Teatro ABC                                       | 840    | Via Pietro Mascagni, 92          | 2008      |                                                     | Parkett und Tribüne                                                                        | Festival des neuen sizilianischen Liedguts                                  | ⊙   |
| Piccolo Teatro di Catania                        | 242    | Via Federico Ciccaglione, 29     | 1989      |                                                     | Amphitheatersaal                                                                           |                                                                             | ⊙   |
| Teatro Ambasciatori                              | 748    | Via Giuseppe Fava, 35            |           |                                                     |                                                                                            |                                                                             | ⊙   |
| Teatro Angelo Musco                              | 369    | Via Umberto I, 312               | 1957      |                                                     | Oval                                                                                       | auch: Teatro ABC                                                            | ⊙   |
| Teatro Vitaliano Brancati                        | 300    | Via Sabotino 4                   | 1966      |                                                     | Amphitheatersaal                                                                           | auch Teatro della Città mit 242 Plätzen                                     | ⊙   |
| Teatro Coppola                                   | 800    | Via del Vecchio Bastione         | 1821      |                                                     | Hufeisenförmiger Saal                                                                      |                                                                             | ⊙   |
| Teatro del Canovaccio                            | 50     | Via Gulli, 12                    | 2002      |                                                     | Rechteckiger Saal mit Mittelgang und 60 cm hoher hölzerner Bühne                           |                                                                             | ⊙   |
| Teatro del Tre                                   |        | Viale Africa 31                  | 2006      |                                                     |                                                                                            | Sitz der gleichnamigen Schauspielschule unter der Leitung von Gaetano Lembo | ⊙   |
| Teatro dell’Accademia                            |        | Via Torino 57/Viale Ulisse       | 2007      |                                                     |                                                                                            | beherbergt auch die Akademie Musical Artime                                 |     |
| Teatro Don Bosco                                 | 385    | Viale Mario Rapisardi 56         | 1989      |                                                     |                                                                                            | Kino?                                                                       | ⊙   |
| Teatro Erwin Piscator                            |        | Via Giovanni Amendola 7          |           |                                                     |                                                                                            | geschlossen                                                                 | ⊙   |
| Teatro Fellini                                   | 120    | Via Enna 26                      |           |                                                     |                                                                                            |                                                                             | ⊙   |
| Teatro Harpago - Gatto Blu                       | 150    | Via Vittorio Emanuele 67         | vor 2005  |                                                     |                                                                                            | eher Kabaret und Kino                                                       | ⊙   |
| Teatro Teatroimpulso                             | 88     | Via Giovanni Gentile 29          | 1990      |                                                     |                                                                                            | auch Schauspielschule                                                       | ⊙   |
| Teatro Machiavelli                               | 600    | Piazza Università, 13            | 1864      |                                                     |                                                                                            | im Palazzo San Giuliano                                                     | ⊙   |
| Teatro Metropolitan                              | 1780   | Via Sant’Euplio, 21              | 1954      | Marcello Piacentini, Alberto und Giorgio Calza Bini |                                                                                            |                                                                             | ⊙   |
| Teatro dei Pupi Marionettistica dei F.lli Napoli |        | Via Reitano, 55                  | 2012      |                                                     |                                                                                            | auch Museum                                                                 | ⊙   |
| Teatro Sala De Curtis                            | 150    | Via Duca degli Abruzzi, 6a       | 1990er    |                                                     |                                                                                            |                                                                             | ⊙   |
| Teatro Sipario Blu                               | 178    | Via Macallè 3                    | 2015      |                                                     |                                                                                            | aus ehem. Schultheater entstanden                                           | ⊙   |
| Teatro Valentino                                 | 180    | Via San Nicolò al Borgo 73       | 2014      |                                                     |                                                                                            | ohne eigene Spielstätte                                                     | ⊙   |